# Mikroregion Campos do Jordão

Mikroregion Campos do Jordão

Mikroregion Campos do Jordão – mikroregion w brazylijskim stanie São Paulo należący do mezoregionu Vale do Paraíba Paulista. Ma 1.008,1 km² powierzchni.

## Gminy
- Campos do Jordão
- Monteiro Lobato
- Santo Antônio do Pinhal
- São Bento do Sapucaí